# Uncharted
Uncharted (englisch für „nicht kartiert“, „unerforscht“) ist eine Reihe von Computerspielen von Sony Interactive Entertainment. Entwickler ist das US-amerikanische Unternehmen Naughty Dog, Schöpferin der Reihe ist Amy Hennig. Die Marke startete 2007 mit Uncharted: Drakes Schicksal für PlayStation 3, seither wurden drei weitere Serienteile sowie vier eigenständige Ableger und zwei Kompilationen veröffentlicht.
Kern der Reihe ist die vierteilige Serie von Action-Adventures um den Schatzjäger Nathan Drake, in dessen Rolle der Spieler verschiedene Missionen an exotischen Schauplätzen erfüllt. Dabei stehen Kämpfe, Schusswechsel und Erkunden der Umgebung im Vordergrund. Als Inspirationsquellen hielten unter anderem Indiana Jones und Tomb Raider her. Der letzte Serienteil erschien 2016 mit A Thief’s End und schließt die Erzählung um den Protagonisten ab. Die Spiele wurden als Exklusivtitel für PlayStation-Konsolen entwickelt und veröffentlicht, später jedoch auch auf weitere Plattformen portiert.
Neben der Hauptserie erschienen ein Prequel und ein Sammelkartenspiel für PlayStation Vita, ein kostenlos spielbares Smartphone-Spiel sowie ein Ableger um die aus der Serie bekannten Charaktere Chloe Frazer und Nadine Ross.
Die Reihe wurde vielfach ausgezeichnet und gehört mit 41 Millionen abgesetzten Kopien zu den erfolgreichsten Videospielmarken. 2022 erschien mit Uncharted ein Live-Action-Kinofilm auf Grundlage der Videospielreihe, der die Vorgeschichte Drakes erzählt. Darüber hinaus erschienen Romane, Comics und ein Brettspiel unter der Marke.

## Spiele
| Jahr | Titel                                   | Entwickler               | Ursprüngliche Plattform(en) |
| ---- | --------------------------------------- | ------------------------ | --------------------------- |
| 2007 | Uncharted: Drakes Schicksal             | Naughty Dog              | PlayStation 3               |
| 2009 | Uncharted 2: Among Thieves              | Naughty Dog              | PlayStation 3               |
| 2011 | Uncharted 3: Drake's Deception          | Naughty Dog              | PlayStation 3               |
| 2011 | Uncharted: Golden Abyss                 | Bend Studio              | PlayStation Vita            |
| 2012 | Uncharted: Fight for Fortune            | Bend Studio              | PlayStation Vita            |
| 2015 | Uncharted: The Nathan Drake Collection  | Bluepoint Games          | PlayStation 4               |
| 2016 | Uncharted 4: A Thief’s End              | Naughty Dog              | PlayStation 4               |
| 2016 | Uncharted: Fortune Hunter               | Playspree                | Android, iOS                |
| 2017 | Uncharted: The Lost Legacy              | Naughty Dog              | PlayStation 4               |
| 2022 | Uncharted: Legacy of Thieves Collection | Naughty Dog, Iron Galaxy | PlayStation 5, Windows      |

### Serie

#### Drakes Schicksal
Uncharted: Drakes Schicksal (englischer Originaltitel Uncharted: Drake’s Fortune) wurde von Naughty Dog für PlayStation 3 entwickelt. Das Spiel erschien im November 2007 und konnte sich seitdem über 4,9 Millionen Mal verkaufen.

#### Among Thieves
Uncharted 2: Among Thieves ist der ebenfalls für PlayStation 3 entwickelte Nachfolger und erschien am 13. Oktober 2009. Das Spiel konnte sich über 6 Millionen Mal verkaufen und belegt Platz 15 der meistverkauften Spiele für PlayStation 3. Uncharted 2 erhielt mehr als 100 Spiel-des-Jahres-Auszeichnungen und brach damit den Rekord von Fallout 3, welches im Vorjahr 63 Mal entsprechend ausgezeichnet wurde. Insbesondere die Grafik des Spiels galt als herausragend.

#### Drake’s Deception
Uncharted 3: Drake’s Deception erschien am 1. November 2011 in Nordamerika und am 2. November 2011 in Europa. Das Spiel wurde ebenfalls über 6 Millionen Mal verkauft, was es zum bis dahin erfolgreichsten Teil der Reihe macht. Bereits vor Erscheinen wurde das Spiel mit zahlreichen Preisen als meisterwartetes Spiel ausgezeichnet.

#### A Thief’s End
Uncharted 4: A Thief’s End ist der für PlayStation 4 entwickelte vierte Teil der Serie und erschien am 10. Mai 2016. A Thief’s End schließt die Saga um den Protagonisten Nathan Drake ab.

### Ableger

#### Golden Abyss
Uncharted: Golden Abyss ist ein eigenständiger Ableger für die tragbare Spielkonsole PlayStation Vita, das von Sonys hausinternen Bend Studio entwickelt wurde. Es ist ein Launchtitel der Konsole und erschien damit zum Verkaufsstart der Konsole im Dezember 2011 in Japan und im Folgejahr auch auf dem nordamerikanischen und europäischen Markt.

#### The Lost Legacy
Uncharted: The Lost Legacy ist ein eigenständiger Ableger von Naughty Dog für PlayStation 4. Es wurde im August 2017 veröffentlicht. The Lost Legacy erzählt erstmals kein Abenteuer von Serienheld Nathan Drake, sondern dessen Freundin Chloe Frazer, die bereits in den Serienteilen Among Thieves und Drake’s Deception eine Rolle spielte, und Nadine Ross, die in A Thief’s End als Anführerin der Söldnertruppe Shoreline in Erscheinung trat.

### Kompilationen

#### The Nathan Drake Collection
Uncharted: The Nathan Drake Collection ist eine Spielesammlung für PlayStation 4. Sie beinhaltet die von Bluepoint Games überarbeiteten ersten drei Serieneinträge Drakes Schicksal, Among Thieves und Drake’s Deception. Es handelt sich dabei um Remaster-Versionen, bei denen unter anderem die Grafik den zum Veröffentlichungszeitpunkt aktuellen Möglichkeiten der Technik angepasst wurde. Die Kompilation ist am 7. Oktober 2015 in Europa und am 9. Oktober 2015 in den USA erschienen.

#### Legacy of Thieves Collection
Im Januar 2022 erschien auch eine entsprechende Remaster-Kompilation der Spiele The Lost Legacy und A Thief’s End. Diese erschien im Oktober 2022 auch für Windows, sowie am 21. November 2023 als DRM-freie Version.

## Weitere Adaptionen

### Kinofilm
Der US-amerikanische Abenteuer-Actionfilm von Regisseur Ruben Fleischer lief am 17. Februar 2022 in den deutschen und am darauffolgenden Tag in den österreichischen sowie US-amerikanischen Kinos an. Der Film erzählt eine alternative Vorgeschichte des Protagonisten Nathan Drake, der von Tom Holland verkörpert wird.

### Roman
Christopher Golden verfasste zur Spielreihe den Roman Uncharted: Das vierte Labyrinth, der im Februar 2012 beim Panini Verlag erschien.

## Rezeption
| Spiel                                   | Metacritic |
| --------------------------------------- | ---------- |
| Uncharted: Drakes Schicksal             | 88/100     |
| Uncharted 2: Among Thieves              | 96/100     |
| Uncharted 3: Drake’s Deception          | 92/100     |
| Uncharted: Golden Abyss                 | 80/100     |
| Uncharted: Fight for Fortune            | 67/100     |
| Uncharted: The Nathan Drake Collection  | 86/100     |
| Uncharted 4: A Thief’s End              | 93/100     |
| Uncharted: Fortune Hunter               | 77/100     |
| Uncharted: The Lost Legacy              | 84/100     |
| Uncharted: Legacy of Thieves Collection | 87/100     |

Dadurch, dass der Titel im Englischen abwertend klingt, wurde zuerst überlegt, den Namen Uncharted nicht zu verwenden. Erste Trailer wurden ohne Titel veröffentlicht. Da Uncharted jedoch bei Spielepresse und Publikum auf Anklang stieß, wurde die Serie nicht umbenannt. Die Computerspielserie war kommerziell sehr erfolgreich. Selbst der am wenigsten erfolgreiche erste Teil überflügelte die Absatzzahlen der früheren Teile der Tomb-Raider-Serie, wurde jedoch auch mit deutlich höherem Budget produziert. Der zweite Titel Among Thieves fuhr bereits sehr hohe Wertungen ein und erntete zahlreiche Auszeichnungen bei gleichem Budget wie der erste Teil. Der dritte Teil Drake’s Deception war wirtschaftlich etwas erfolgreicher als der zweite und wurde nur vom vierten Teil A Thief’s End geschlagen. Die Produktionskosten wurden nicht veröffentlicht, werden jedoch von der Mannstärke etwa auf dem Niveau von Shadow of the Tomb Raider eingeschätzt. Der Absatz überstieg dabei den des meistverkauften Tomb-Raider-Spiels Rise of the Tomb Raider.